# José Touré
José Touré (Nancy, 1961. április 24. –) olimpiai bajnok francia labdarúgó, csatár.

## Pályafutása

### Klubcsapatban
1979 és 1986 között a Nantes labdarúgója volt, ahol két bajnoki címet ért el a csapattal. 1986 és 1988 között a Bordeaux csapatában szerepelt és egy bajnoki címet illetve francia kupa győzelmet nyert az együttessel. 1988 és 1990 között az AS Monaco csapatában játszott. 1990-ben fejezte az aktív labdarúgást.

### A válogatottban
1983 és 1989 között 16 alkalommal szerepelt a francia válogatottban és négy gólt szerzett. Tagja volt a Los Angeles-i olimpián aranyérmet nyert csapatnak.

## Sikerei, díjai
Franciaország
- Olimpiai játékok
  - aranyérmes: 1984, Los Angeles

 FC Nantes
- Francia bajnokság
  - bajnok: 1979–80, 1982–83

 Girondins de Bordeaux
- Francia bajnokság (Ligue 1)
  - bajnok: 1986–87
- Francia kupa (Coupe de France)
  - győztes: 1987